# Olaf Thon
Olaf Thon (* 1. Mai 1966 in Gelsenkirchen) ist ein ehemaliger deutscher Fußballprofi und heutiger TV-Experte. In seiner aktiven Karriere spielte er für den FC Schalke 04 und den FC Bayern München und war zudem langjähriger Nationalspieler. Zu seinen größten Erfolgen zählen der Gewinn der Fußball-Weltmeisterschaft 1990 sowie der UEFA-Pokal-Sieg 1997, den er als Kapitän der legendären Schalker „Eurofighter“ errang.

## Jugend
Olaf Thon wurde am 1. Mai 1966 in Gelsenkirchen geboren und wuchs im Stadtteil Beckhausen auf. Sein Vater, Günther Thon, spielte für den STV Horst-Emscher in der Regionalliga West, der damals zweitklassig war, und prägte die fußballerische Laufbahn seines Sohnes maßgeblich. Bereits ab 1972 spielte Olaf Thon in den Jugendmannschaften von Horst-Emscher, ehe er 1980 mit 14 Jahren in die B-Jugend des FC Schalke 04 wechselte. In dieser Zeit machte er auch erste internationale Erfahrungen und wurde Junioren-Nationalspieler. Nachdem Thon die Hauptschule abgeschlossen hatte, begann er eine Berufsausbildung zum Schweißer bei den Stadtwerken Gelsenkirchen. Doch als sich immer klarer abzeichnete, dass ihm eine professionelle Fußballkarriere bevorstand, entschied er sich, seine Ausbildung abzubrechen, um sich voll und ganz auf den Sport zu konzentrieren.

## Vereinskarriere

### FC Schalke 04

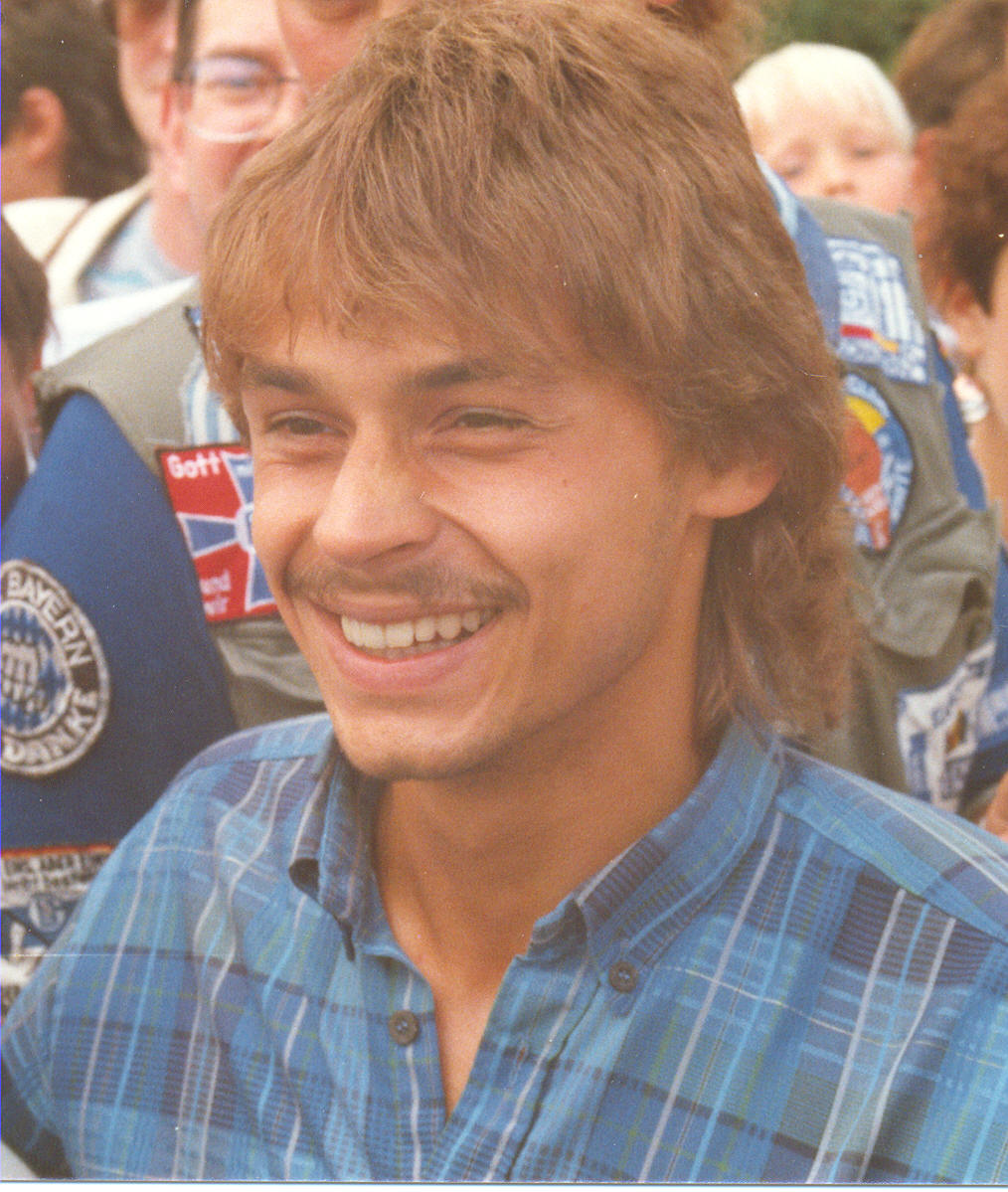
Olaf Thon bei Saisoneröffnung auf Schalke (1987)

Beim FC Schalke 04 sorgte Olaf Thon schnell für Aufsehen und debütierte am 5. August 1983 als zweitjüngster Spieler der 2. Bundesliga (3:0 gegen den SC Charlottenburg). Schon in seiner ersten Profi-Saison  absolvierte das gerade einmal 17-jährige Talent alle 38 Partien, erzielte 14 Tore und hatte maßgeblichen Anteil am Wiederaufstieg des Vereins in die Bundesliga. „Thöni“ wurde schnell zum Leistungsträger und steuerte nicht nur Tore, sondern auch entscheidende Vorlagen bei. Einen Tag nach seinem 18. Geburtstag, am 2. Mai 1984, schrieb Thon dann ein weiteres Kapitel seiner aufstrebenden Karriere. Im Halbfinale des DFB-Pokals traf Schalke auf den favorisierten FC Bayern München. Es entwickelte sich ein denkwürdiges Duell, das 6:6 nach Verlängerung endete und zu einem der spektakulärsten Spiele der Pokalgeschichte avancierte. Der unbekümmert aufspielende Thon zeigte sein außergewöhnliches Talent, indem er drei Tore erzielte. Besonders bemerkenswert war sein Kopfballtor trotz seiner vergleichsweise geringen Körpergröße von nur 1,70 m. In der 124. Spielminute erzielte er dann mit einem dann mit einem Volleyschuss den Ausgleich, der das ausverkaufte Parkstadion in einen wahren Ausnahmezustand versetzte. Beim anschließenden  Feld-Interview outete Reporter Rolf Töpperwien ihn als früheren Bayern-Fan, bevor die beiden Protagonisten von euphorischen Schalke-Anhängern beinahe erdrückt wurden. Thon bezeichnete den Auftritt, der ihn über Nacht bundesweit bekannt gemacht hatte, als das „Spiel meines Lebens.“ Das Wiederholungsspiel verloren die Schalker mit 2:3. 
Am 24. August 1984 absolvierte Thon sein erstes Spiel in der Bundesliga gegen Borussia Mönchengladbach, das Schalke mit 1:3 verlor. Thon konnte sich als Leistungsträger etablieren, wodurch Vereine aus dem Ausland auf den Spielmacher aufmerksam wurden. 1988 gab es Interessenten aus Italien, auch Real Madrid meldete sich bei Thon, der FC Schalke 04 verhandelte im selben Jahr mit Atlético Madrid über einen Wechsel des Spielers.

### Bayern München

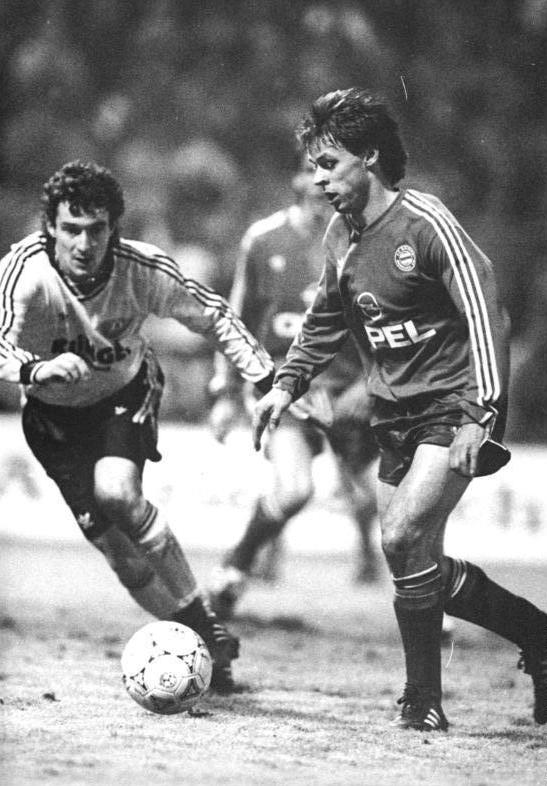
Olaf Thon 1990 im Deutschland-Cup gegen Dynamo Dresden, links: Hans-Uwe Pilz

Nach dem erneuten Schalker Abstieg wechselte Thon im Sommer 1988 zum FC Bayern München. Ein Teil der Ablösesumme von 3,5 Millionen D-Mark wurde an den Spieler selbst gezahlt. Schnell wurde er auch dort Stammspieler und Leistungsträger. Seine Spielweise änderte sich im Laufe der Zeit. Mit den Bayern gewann Thon dreimal die Deutsche Meisterschaft (1989, 1990 und 1994). Während Thon unter Trainer Jupp Heynckes auf seiner angestammten Position im zentralen Mittelfeld agierte, beorderte ihn Erich Ribbeck ins Abwehrzentrum und bot ihn als Libero auf. Diese Rolle nahm er nun auch erfolgreich in der Nationalmannschaft ein. Infolge einer vor der WM 1994 erlittenen Verletzung wurde er von Lothar Matthäus als Stammlibero in der Nationalmannschaft und beim FC Bayern München abgelöst.

### FC Schalke 04
Nachdem er in der Saison 1993/94 nur noch 15-mal eingesetzt worden war, wechselte er zur Folgesaison wieder nach Gelsenkirchen. Mit den Schalkern gewann er 1997 den UEFA-Pokal sowie den DFB-Pokal 2001 und 2002. Thon beendete 2002 nach mehreren langwierigen Verletzungen (Bänderrisse, Knöchelverletzungen) seine Karriere als Profispieler. Sein Abschiedsspiel am 18. Januar 2003 zwischen dem FC Schalke 04 und dem FC Bayern München endete durch einen Treffer von Giovane Élber mit 0:1 aus Sicht der Schalker. Als Mittelfeldspieler und als Libero war er bis 2002 insgesamt 443-mal (82 Tore) in der Bundesliga für den FC Schalke 04 und den FC Bayern München tätig.

## Nationalmannschaft
Thon trug zwischen 1984 und 1998 52-mal das Trikot der A-Nationalmannschaft und erzielte drei Treffer; zwei gegen Dänemark (1986 und 1988) und einen gegen Israel (1987).
Sein Debüt gab er am 16. Dezember 1984 gegen Malta. 14 Jahre später, am 25. Juni 1998, beim 2:0-Sieg gegen den Iran während der Vorrunde der Weltmeisterschaft 1998 in Frankreich absolvierte er sein letztes Spiel für die deutsche Auswahl.
Er nahm an den Weltmeisterschaften 1986, 1990 und 1998 sowie an der Europameisterschaft 1988 teil. 1986 wurde er in Mexiko Vizeweltmeister, blieb beim Turnier jedoch ohne Einsatz. 1990 in Italien kam er zu zwei Einsätzen und ebnete dabei als letzter Schütze mit seinem Treffer zum 5:4 im Elfmeterschießen im Halbfinale gegen England den Weg ins Endspiel gegen Argentinien, das die deutsche Nationalelf gewann.

## Karriere nach der Spielerlaufbahn
Er war von Juni 2005 bis Juni 2008 Mitglied im Aufsichtsrat des Fußball-Bundesligisten FC Schalke 04 und übernahm danach eine Anstellung im Marketing-Bereich für den Verein. Im April 2009 gab Schalke die einvernehmliche Trennung von Thon zum 31. Juli des Jahres bekannt.
Seine im Februar 2010 bekannt gewordene Cheftrainer-Anstellung beim NRW-Ligisten VfB Hüls trat Thon nicht, wie ursprünglich geplant, zu Beginn der Saison 2010/11 an, sondern – aufgrund der vorzeitigen Vertragsauflösung des ehemaligen Bundesligaspielers Klaus Täuber – bereits im April 2010. Am 15. September 2011 trat er als Trainer aufgrund von Differenzen mit den älteren Spielern der Mannschaft zurück.
Seit 2012 ist er wieder beim FC Schalke 04 als offizieller Repräsentant des Vereins angestellt und leitet seit 2015 die eigenständige Abteilung „Traditionself“ des FC Schalke 04. Hier ist er vor allem für die Koordination der Spieltermine, die Organisation der Traditionself-Spiele sowie die Mitgliedergewinnung tätig.
Neben seinen Verpflichtungen für den Verein FC Schalke 04 ist Thon seit Langem medial präsent. Er war Kommentator im Deutschen Sportfernsehen (DSF) und danach Fußballexperte bei n-tv. Im Sport1-Expertenteam begleitet und analysiert er die Spiele der deutschen Mannschaften in der UEFA Europa League. Außerdem ist er Kolumnist des Sportmagazins Kicker. Thon ist seit dem Frühjahr 2024 Experte und Co-Kommentator bei den Samstagabendspielen des FC Schalke 04 bei Sport1.

## Erfolge

### Verein
- FC Schalke 04
  - UEFA-Pokal-Sieger: 1997
  - DFB-Pokal-Sieger (2): 2001, 2002

- FC Bayern München
  - Deutscher Meister (3): 1989, 1990, 1994
  - DFB-Supercup-Sieger: 1990

### Nationalmannschaft
- Weltmeister (1): 1990

## Auszeichnungen
- Kicker-Mittelfeldspieler des Jahres: 1987
- Kicker-Libero des Jahres: 1993, 1997
- Torschütze des Monats August 1996[20]
- Einstufung als Weltklasse in der Rangliste des deutschen Fußballs: Sommer 1997, Winter 1997/98

## Sonstiges
2012 wurde Thon von der Gesellschafterversammlung in den Beirat der Stölting Service Group GmbH gewählt und unterstützt seither die Geschäftsführung des Unternehmens hinsichtlich der strategischen Ausrichtung und Weiterentwicklung. Er ist Mitglied der CDU. Olaf Thon lebt mit seiner Ehefrau Andrea in Schermbeck. Das Paar hat zwei Töchter.